# Polygonatum glaberrimum
Polygonatum glaberrimum är en sparrisväxtart som beskrevs av Karl Heinrich Koch. Polygonatum glaberrimum ingår i släktet ramsar, och familjen sparrisväxter. Inga underarter finns listade i Catalogue of Life.